# Nashwaak River
Nashwaak River är ett vattendrag i Kanada.   Det ligger i provinsen New Brunswick, i den sydöstra delen av landet, 700 km öster om huvudstaden Ottawa.
I omgivningarna runt Nashwaak River växer i huvudsak blandskog. Runt Nashwaak River är det mycket glesbefolkat, med 3 invånare per kvadratkilometer.